# Панония Секунда
Панония Секунда е древна римска провинция. Основана е през 296 година, по времето на император Диоклециан. Столица на провинцията е бил град Сирмиум (днес Сремска Митровица). Панония Секунда включва части от днешните Сърбия, Хърватско и Босна и Херцеговина.

## Градове
Освен Сирмиум, другите градове, които са влизали в състава на Панония Секунда са:
- Mursa (днес Osijek)
- Certissa (днес Đakovo)
- Marsonia (днес Slavonski Brod)
- Cibalae (днес Vinkovci)
- Bassianae (днес Donji Petrovci)
- Cuccium (днес Ilok)
- Saldae (днес Brčko)

Сред префектите на Панония Секунда е и историка Аврелий Виктор.